# Gustave Deleau
Pour les articles homonymes, voir Deleau.
Gustave Deleau, né le 18 septembre 1909[Où ?] et mort le 10 janvier 1999[Où ?], est un homme politique français.

## Détail des fonctions et des mandats
Mandat parlementaire
- 17 juillet 1979 - 23 juillet 1984 : Député européen